# Serrivomeridae
Famille
Serrivomeridae est une famille de poissons téléostéens serpentiformes.

## Liste des genres
- genre Serrivomer Gill et Ryder, 1883
- genre Stemonidium Gilbert, 1905